# جوش كوربيت
جوش كوربيت (بالإنجليزية: Josh Corbett)‏ هو لاعب كرة قدم أسترالية أسترالي، ولد في 23 أبريل 1996.

## وصلات خارجية
- جوش كوربيت على موقع AustralianFootball.com (الإنجليزية)
- جوش كوربيت على موقع AFLtables.com (الإنجليزية)